# Rembów (gmina)
Rembów – dawna gmina wiejska istniejąca do 1954 roku w woj. kieleckim. Siedzibą władz gminy był Rembów.
Gminę zbiorową Rembów utworzono 13 stycznia 1867 w związku z reformą administracyjną Królestwa Polskiego. Gmina weszła w skład nowego powiatu opatowskiego w guberni radomskiej i liczyła 2753 mieszkańców. 13 stycznia 1870 do gminy przyłączono pozbawiony praw miejskich Raków.
W okresie międzywojennym gmina Rembów należała do powiatu opatowskiego w woj. kieleckim. Po wojnie gmina zachowała przynależność administracyjną. Według stanu z dnia 1 lipca 1952 roku gmina składała się z 16 gromad: Bardo, Czyżów, Dembno, Drogowle, Jamno, Lipiny, Pągowiec, Pułaczów, Radostów, Raków, Rakówka, Rembów, Szumsko, Wojteczki, Wola Wąkopna i Zalesie.
Jednostka została zniesiona 29 września 1954 roku wraz z reformą wprowadzającą gromady w miejsce gmin. Po reaktywowaniu gmin z dniem 1 stycznia 1973 roku gminy Rembów nie przywrócono, a jej obszar wszedł głównie w skład nowej gminy Raków w powiecie staszowskim oraz częściowo gminy Łagów (tylko Czyżów i Wojteczki) w powiecie opatowskim w woj. kieleckim.